# Ludwig Friedrich Leopold von Gerlach
Ludwig Friedrich Leopold von Gerlach (17. september 1790 i Berlin – 10. januar 1861 i Potsdam) var en preussisk general.
Han indtrådte i hæren i 1806 og blev krigsfange ved Auerstedt, opgav militærvæsenet og studerede jura, indtil han 1813 på ny blev soldat. 1815 tjente han i generalstaben, og 1826 ansattes han som adjudant hos prins Wilhelm, den senere kejser Wilhelm I. I 1838 blev han oberst og generalstabschef i 3. korps, og 1842 fik han kommandoen over 1. garde-landeværnsbrigade. 1844 forfremmedes han til generalmajor og 1849 til generalløjtnant og generaladjudant hos kongen, og støttede i denne stilling den kirkelige og politiske reaktion. 1859 blev han general i infanteriet.